# Into the Badlands
Az Into the Badlands 2015–2019 közt futó harcművészeti témájú televíziós sorozat, amely a Nyugati utazás című kínai regényen alapszik.

## Cselekmény
A film a távoli jövőben játszódik (néhány száz évvel később). Emberek milliói veszítették életüket természeti katasztrófák során, az általunk ismert államok mindegyike már régen összeomlott. A sorozat nagy része „a pusztaságban” (angolul Badlands) játszódik, ahol már kezd kialakulni a feudális társadalom. A pusztaságon hét, egymással törékeny békében élő báró uralkodik, akik a hatalmukat a saját hadseregükkel tartják fenn a területeiken, a már gyermekkoruktól gyilkolásra kiképzett harcosokat „nyírók”-nak nevezik. A nyírók az egyszerű művesekhez képest olyan megbecsülést és kényelmet élveznek, amelyről földi halandó csak álmodik, ők akár az életüket is feláldozzák urukért. Kevesen érik meg a 30. születésnapjukat. Sunny nem hétköznapi harcos, és egy nap egy különleges erejű fiúval találkozik. Alulról indulva hamar felküzdötte magát, az egyik báró, Quinn nagyúr vezető harcosa és legfőbb bizalmasa lett.

## Szereplők
- Quinn – Marton Csokas, szinkronhang: Sarádi Zsolt
- Raider
- Sunny – Daniel Wu
- Minerva (az özvegy) – Emily Beecham, szinkronhang: Balsai Móni (1. és 3. évad)
- Valdo – Stephen Lang, szinkronhang: Borbiczki Ferenc
- Nathaniel Moon - Sherman Augustus, szinkronhang: Nagypál Gábor
- Lidia – Orla Brady
- Tilda – Ally Ioannides
- Vale
- Bádzsi – Nick Frost, szinkronhang: Kerekes József
- M. K – Aramis Knight
- Cressida - Lorraine Toussaint, szinkronhang: Kocsis Mariann.